# هاري لي (سياسي)
هاري لي (بالإنجليزية: Harry Lee)‏ هو محامي وسياسي أمريكي، ولد في 27 أغسطس 1932 في الولايات المتحدة، وتوفي في 1 أكتوبر 2007 في نفس البلد. حزبياً، نشط في الحزب الديمقراطي.